# Arsène Froon
Pour les articles homonymes, voir Froon.
 (janvier 2025).
- Si vous ne connaissez pas le sujet, laissez ce bandeau (vous pouvez alors contacter les auteurs).
- Si vous supprimez le contenu mis en cause (vous pouvez préalablement contacter les auteurs),

argumentez précisément cette suppression dans la page de discussion
(un manque de référence n'est pas un argument ; une recherche réelle de référence doit avoir été effectuée, être formellement documentée).
Arsène Froon, plus connu sous son pseudonyme AF5, né le 19 septembre 1996 à Nogent sur Marne, est un animateur, streameur et vidéaste web français.

## Biographie

### Jeunesse
Arsène grandit en Seine et Marne, passionné de football, de jeux-vidéo et du Paris Saint Germain, il crée à l'âge de 18 ans sa chaine Youtube afin de donner quelques astuces aux joueurs du jeu FIFA (série de jeux vidéo). Il se lance également dans l’eSport en étant parmi les meilleurs joueurs français sur FIFA 15. Après une carrière de joueur professionnel sur le jeu FIFA, il est désormais animateur, créateur de contenu avec le Paris Saint-Germain.

### Études
Il étudie de 2014 à 2019, la communication, le design graphique à l'IIM Digital School.
Il se lance lors de sa 1re année d'étude sur Youtube, où il obtient 10 000 abonnés rapidement, puis se lance dans les compétitions FIFA, où il devient champion de France en équipe sur FIFA 15. Il alterne alors, études, compétitions, alternance en agence de communication et vidéos Youtube pendant ces 5 années.
Il termine ses études en 2019, et valide un master en Manager de la Communication Numérique, spécialité Direction Artistique.

### Joueur professionnel
En janvier 2017, Arsène rejoint la structure Eclypsia en tant que streamer et joueur professionnel FIFA (série de jeux vidéo), pendant cette aventure, il anime la chaine avec notamment Corentin Chevrey, le champion du monde FIFA 17.
Il représente le club SC Bastia lors du championnat de France eLigue1 en 2018, et termine à la 5e place.
Il remporte la Coupe du Monde des Youtubeurs à Los Angeles, compétition organisée par EA Sports, l'éditeur du jeu, rassemblant 32 youtubeurs des 32 pays qualifiés pour la Coupe du Monde.  
En 2019, il signe au Paris-Saint-Germain Esports en tant qu'Youtubeur/Ambassadeur officiel de la partie Esports, où il va accompagner les joueurs et le club sur les différents évènements, et produire du contenu pour eux.
Arsène multiplie les casquettes et on le retrouve à commenter les tournois de l'eFoot de France, équipe de France FIFA & PES.
Son rôle au Paris Saint-Germain commence à prendre plus d'importance, il réalise des vidéos avec les joueurs du club régulièrement.
Pendant le printemps 2020, Arsène est caster officiel sur la chaine BeIn Sports de l'émission All at Home Gaming Cup, une émission organisée par le Paris Saint-Germain.
En octobre 2020, il devient désormais créateur de contenu et animateur sur la chaine Twitch du Paris Saint-Germain dans sa globalité, il devient un élément essentiel de l'image du club, on le retrouve sur la plupart de leurs réseaux sociaux à créer du contenu avec les joueurs et le club, tout en gardant sa partie Ambassadeur de la section Paris Saint-Germain Esports.